# The Allegory
Albums de Royce da 5'9"
Book of Ryan
(2018)
Singles
1. Black Savage
Sortie : 15 novembre 2019
2. Overcomer
Sortie : 17 janvier 2020
3. I Don't Age
Sortie : 31 janvier 2020
4. Upside Down
Sortie : 31 janvier 2020

The Allegory est le huitième album studio de Royce da 5'9", sorti en 2020.

## Critique
L'album reçoit des critiques globalement positives. Sur l'agrégateur américain Metacritic, The Allegory enregistre une note moyenne de 79⁄100 pour 5 critiques.

## Liste des titres
Crédits adaptés de Tidal
Tous les titres sont produits par Royce da 5'9".
| 1.    | Mr. Grace (intro)                                                          | - Ryan Montgomery - Carl Smalls - D. Grace - E.J. Johnson | 4:07 |
| 2.    | Dope Man (featuring Emanny & Cedric the Entertainer)                       | - R. Montgomery - Emanny Salgado - Cedric Kyles - Alton Taylor - Andre Young - Claydes Charles Smith - Dennis Thomas - George Brown - O'Shea Jackson - Richard Westfield - Robert Bell - Robert Mickens - Ronald Bell | 3:41 |
| 3.    | I Don't Age                                                                | R. Montgomery | 2:47 |
| 4.    | Pendulum (featuring Ashley Sorrell)                                        | - R. Montgomery - Ashley Sorrell - DeAndre Cortez Way - Johnson | 4:44 |
| 5.    | I Play Forever (featuring Grafh)                                           | - R. Montgomery - Philip Bernard - Anthony Markeith Reid | 3:53 |
| 6.    | Ice Cream (interlude)                                                      | - R. Montgomery - Melanie Rutherford | 1:09 |
| 7.    | On the Block (featuring Oswin Benjamin & DJ Premier)                       | - R. Montgomery - Oswin Benjamin - Christopher Martin | 3:54 |
| 8.    | Generation is Broken                                                       | - R. Montgomery - Sorrell - Chavis Chandler | 0:16 |
| 9.    | Overcomer (featuring Westside Gunn)                                        | - R. Montgomery - Alvin Worthy - Johnson | 5:14 |
| 10.   | Ms. Grace (interlude)                                                      | - R. Montgomery - Grace - Johnson | 1:06 |
| 11.   | Thou Shall (featuring Kid Vishis)                                          | - R. Montgomery - Marcus Montgomery - Johnson | 3:15 |
| 12.   | Fubu (featuring Conway The Machine)                                        | - R. Montgomery - Demond Price | 3:41 |
| 13.   | A Black Man's Favorite Shoe (skit)                                         | - R. Montgomery - A. Riker | 0:25 |
| 14.   | Upside Down (featuring Ashley Sorrell & Benny the Butcher)                 | - R. Montgomery - Sorrell - Jeremie Pennick - Johnson - Suzanne Vega | 4:29 |
| 15.   | Perspective (skit)                                                         | - R. Montgomery - Marshall Mathers | 2:24 |
| 16.   | Tricked (featuring KXNG Crooked)                                           | - R. Montgomery - Dominick Wickliffe - Johnson - Ken Hirsch - Ron Miller | 3:40 |
| 17.   | Black People in America                                                    | - R. Montgomery - Aliaune Thiam - Eric Narciandi - Victor Santiago Jr. | 0:37 |
| 18.   | Black Savage (featuring Sy Ari Da Kid, White Gold, Cyhi the Prynce & T.I.) | - R. Montgomery - Sy Ari Brockington - Bobby Yewah - Cydel Charles Young - Clifford Harris | 4:43 |
| 19.   | Rhinestone Doo Rag                                                         | R. Montgomery | 1:19 |
| 20.   | Young World (featuring Vince Staples & G Perico)                           | - R. Montgomery - Johnson - Vince Staples - Jeremy Nash - Kelvin Wooten - Larry Griffin | 4:29 |
| 21.   | My People Free (featuring Ashley Sorrell)                                  | - R. Montgomery - Sorrell - Johnson - Wooten - Griffin | 4:37 |
| 22.   | Hero (featuring White Gold)                                                | - R. Montgomery - Yewah - Johnson | 3:34 |
| 68:04 |                                                                            | |      |

## Samples
Source : WhoSampled
- Overcomer contient un sample de Lost Love de The Lintons.
- Upside Down contient des samples de Tom's Diner de Suzanne Vega et de Smiling Faces Sometimes de The Undisputed Truth.
- Black Savage contient des samples de Kothbiro de Black Savage, de I Don't Know What This World Is Coming To de The Soul Children feat. Jesse Jackson et de If I Ruled the World (Imagine That) de Nas feat. Lauryn Hill.
- Tricked contient un sample de I've Never Been to Me de Charlene.
- Rhinestone Doo Rag contient un sample de Flashion de MTK.

## Classifications
| Pays et classement (2020)           | Meilleure position |
| ----------------------------------- | ------------------ |
| États-Unis (Billboard 200)          | 58                 |
| États-Unis (Independent Albums)     | 6                  |
| États-Unis (Top R&B/Hip-Hop Albums) | 32                 |